# ليونارد غرايمز
ليونارد غرايمز (بالإنجليزية: Leonard Grimes)‏ هو قس أمريكي، ولد في 9 نوفمبر 1815 في ليسبورغ في الولايات المتحدة، وتوفي في 14 مارس 1873 في بوسطن في الولايات المتحدة.